# 장원초등학교 대교분교
장원초등학교 대교분교는 대한민국 강원특별자치도 삼척시 도계읍 문의재로 1129 (신리)에 있었던 초등학교이다.

## 연혁
- 1948년 5월 10일 대교공립국민학교
- 1996년 3월 1일 대교초등학교로 개칭
- 1999년 9월 1일 장원초등학교 대교분교
- 2006년 3월 1일 폐교